# Myrianida prolifera
Myrianida prolifera (Synonym: Autolytus prolifer) ist ein kosmopolitischer mariner Ringelwurm innerhalb der Vielborster-Familie der Syllidae.

## Merkmale
Der Körper von Myrianida prolifera wird bei ausgewachsenen Tieren bis zu 2 cm lang und zählt bis zu 70 Segmente. Das gerundete Prostomium hat vier Linsenaugen, die einander nicht berühren. Palpen sind schwach entwickelt und von dorsal kaum erkennbar. Die Mittelantenne ist länger als die beiden Seitenantennen, die wiederum mindestens dreimal so lang wie das Prostomium sind. Die dorsalen Tentakel-Cirren sind so lang wie die Seitenantennen, die ventralen aber nur halb so lang. Bauchcirren sind ebenso vorhanden wie 1 bis 3 Aciculae. Die dorsalen Cirren am ersten borstentragenden Segment sind mindestens so lang wie die Mittelantenne. Alle übrigen dorsalen Cirren wechseln in ihrer Länge, wobei die längsten mindestens so lang sind, wie das Segment breit ist. Die Spreiten der zusammengesetzten Borsten tragen zwei Zähne, von denen der zum Ende hin stehende kleiner ist. Vom dritten Segment an tragen die Parapodien eine zusätzliche nadelförmige, am Schaft gesägte Borste. Der zurückgezogen S-förmig gedrehte Pharynx ist mit einem Trepan gekrönt, der 10 bis 36 gleichartige Zähne trägt.
Das Tier ist durchsichtig, gelb oder schwach rötlich mit vielen runden durchsichtigen oder gelb-orangefarbigen Körnchen. Die Spitzen der Fortsätze an den vorderen Segmenten sind oft rötlich.

## Verbreitung und Lebensraum
Myrianida prolifera ist als Kosmopolit in der Arktis und im nördlichen Atlantischen Ozean einschließlich Nordsee, Skagerrak, Ärmelkanal und Mittelmeer, aber auch an den Küsten Südafrikas weit verbreitet, wo er zwischen großen Algen und koloniebildenden Hydrozoen an felsigen Küsten von der Gezeitenzone bis in etwa 50 m Meerestiefe lebt.

## Lebenszyklus
Myrianida prolifera ist getrenntgeschlechtlich und lebt zunächst als sexuell unreife Atoke, die bei der Geschlechtsreife als Ammentier im Zuge eines als Schizogamie bezeichneten Knospungsprozesses bis zu acht in einer Kette aneinandergereihte Stolonen – frei schwimmende, paarungsbereite, kopf- und augentragende Epitoken – hervorbringt. Diese können keine Nahrung aufnehmen und deshalb nur kurz leben. Das Ammentier kann dagegen längere Zeit überleben und weitere Stolonen hervorbringen. Zur Paarung schwärmen die in ihren vordersten Segmenten mit Eiern beziehungsweise Spermien angefüllten weiblichen und männlichen Epitoken aus und kommen in großer Anzahl an der Wasseroberfläche zusammen. Die Spermien werden vom Männchen bei der Paarung ins Meerwasser abgegeben und vom Weibchen aufgenommen, wo sie die Eizellen befruchten. Bis zum Schlupf der frei schwimmenden Trochophora-Larven verbleiben die Eier in einem bauchseitigen Eisack des Weibchens. Die Epitoken sterben nach der Paarung beziehungsweise nach dem Schlupf der frei schwimmenden Larven, die nach einem pelagischen Stadium absinken und zu kriechenden Würmern metamorphosieren.

## Ernährung
Als Fleischfresser ernährt sich Myrianida prolifera von den Polypen sessiler Hydrozoen.